# Вестон-Лейкс (Техас)
Вестон-Лейкс (англ. Weston Lakes) — місто (англ. city) в США, в окрузі Форт-Бенд штату Техас. Населення — 3853 особи (2020).

## Географія
Вестон-Лейкс розташований за координатами 29°39′26″ пн. ш. 95°55′52″ зх. д. / 29.65722° пн. ш. 95.93111° зх. д. (29.657336, -95.931018).  За даними Бюро перепису населення США в 2010 році місто мало площу 7,10 км², з яких 6,87 км² — суходіл та 0,23 км² — водойми.

## Демографія
Згідно з переписом 2010 року, у місті мешкали 2482 особи в 930 домогосподарствах у складі 831 родини. Густота населення становила 350 осіб/км².  Було 985 помешкань (139/км²).
Расовий склад населення:
| - 88,6 % — білих - 5,7 % — чорних або афроамериканців - 3,0 % — азіатів - 0,8 % — корінних американців |

До двох чи більше рас належало 1,1 %. Частка іспаномовних становила 7,1 % від усіх жителів.
За віковим діапазоном населення розподілялося таким чином: 21,1 % — особи молодші 18 років, 60,7 % — особи у віці 18—64 років, 18,2 % — особи у віці 65 років та старші. Медіана віку мешканця становила 50,0 року. На 100 осіб жіночої статі у місті припадало 98,1 чоловіків;  на 100 жінок у віці від 18 років та старших — 94,8 чоловіків також старших 18 років.
Середній дохід на одне домашнє господарство  становив 179 403 долари США (медіана — 148 516), а середній дохід на одну сім'ю — 186 517 доларів (медіана — 151 176). За межею бідності перебувало 0,8 % осіб, у тому числі 0,0 % дітей у віці до 18 років та 1,3 % осіб у віці 65 років та старших.
Цивільне працевлаштоване населення становило 1233 особи. Основні галузі зайнятості: науковці, спеціалісти, менеджери — 19,9 %, освіта, охорона здоров'я та соціальна допомога — 13,9 %, сільське господарство, лісництво, риболовля — 11,9 %.